# Buttignol

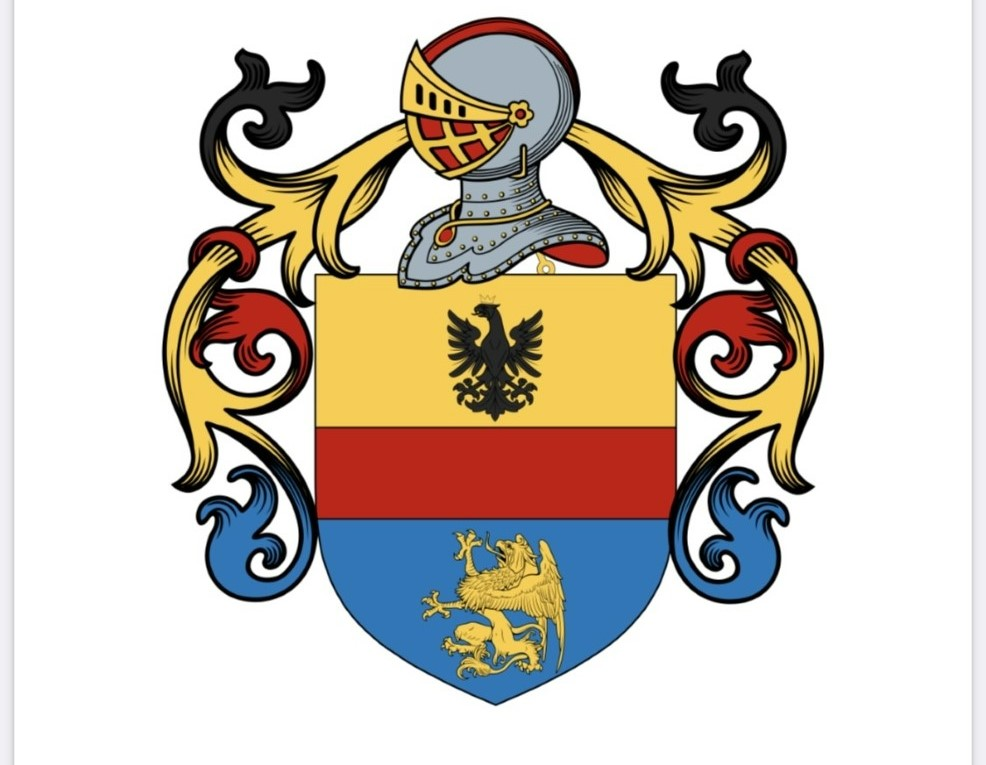
Stemma della famiglia Buttignol

La famiglia Buttignol è un'antica famiglia di patrizi di venezia, originaria di Treviso. Distribuita in seguito in diverse regioni d'Italia, principalmente nel pordenonese, fu ammessa al patriziato veneziano per i meriti acquisiti durante la guerra di Morea.
Le armi Buttignol lo sono: Troncato; al 1º d'oro, l'aquila coronata di nero; sul 2º azzurro, il grifone d'oro; nel complesso una fascia rossa trasversalmente.

## Fonti
- G.Bettinelli, Dizionario Storico-Portatile Di Tutte Le Venete Patrizie Famiglie, 1780..
- Saggio sulla Storia Civile, Politica, Ecclesiastica e sulla Corografia e Topografia degli Stati della Reppublica di Venezia ad uso della Nobile e Civile Gioventù, Ab. D. Cristoforo Tentori Spagnuolo, Venise, Éd. Giacomo Storti, 1785.